# Murganoor, Jevargi
Murganoor là một làng thuộc tehsil Jevargi, huyện Gulbarga, bang Karnataka, Ấn Độ.